# William Hoyt
William Welles „Bill“ Hoyt (* 7. Mai 1875 in Glastonbury (Connecticut); † 1. Dezember 1954 in Cambridge, New York) war ein US-amerikanischer Leichtathlet.
Hoyt war der erste Olympiasieger im Stabhochsprung bei den Olympischen Spielen 1896 in Athen. Er gewann mit einer Höhe von 3,30 m vor seinem Landsmann Albert Tyler. Außerdem startete er im 110-Meter-Hürdenlauf. Dort wurde er im Vorlauf Zweiter hinter Thomas Curtis, startete aber im Finale nicht mehr. Curtis wurde später Olympiasieger.
Nach seiner Karriere arbeitete der Harvard-Absolvent als Arzt. Lange Jahre war er im Auslandseinsatz für den US Public Health Service, bevor er sich in der Kleinstadt Berlin im Bundesstaat New York niederließ.